# 再攝取抑制劑

Escitalopram, 一作為抗憂鬱劑的選擇性血清素再吸收抑制劑

再攝取抑制劑（英語：reuptake inhibitor，RI）是一種再攝取調節劑，它可抑制由細胞膜轉運體中介的神經傳導物再攝取，進而增加胞膜外神經傳導物的濃度。達成更多神經傳導. 數種藥物藉由再吸收抑制達到心理和生理上的作用，包括各式抗憂鬱劑及興奮劑。
多數已知的再吸收抑制劑影響單胺神經傳導物血清素、去甲肾上腺素（腎上腺素）及多巴胺。 但也有不少藥品及研究用化合物作用於其他神经递质，例如穀氨酸、GABA、甘胺酸、腺苷、胆碱（乙酰胆碱前驅物）及大麻素。